# Nande Koko ni Sensei ga!?
Nande Koko ni Sensei ga!? (なんでここに先生が!?, ¿Por qué demonios estás aquí, maestra?) es una serie de manga escrita e ilustrada por Soborou. Se ha serializado en la revista de Weekly Young Magazine de la editorial Kodansha desde 2016, y se ha recopilado en 11 volúmenes hasta la fecha.
Una adaptación de la serie al anime producida por el ahora extinto Tear Studio, se emitió en Japón desde el 8 de abril hasta el 24 de junio de 2019. Un episodio especial fue lanzado el 11 de diciembre de 2019 en Blu-ray junto con los episodios sin censura.

## Sinopsis
El centro de la serie es la relación romántica-cómica entre un grupo de estudiantes de la secundaria Kawanuma West y sus profesoras, con las que tienen un trasfondo en el pasado y terminando en situaciones eróticas involuntarias. A pesar de esto, los emparejamientos tienen una evolución favorable. 

### Estudiantes
Ichiro Sato (佐藤一 郎 Satō Ichirō?)
 Seiyū: Ryōta Suzuki
Un estudiante de 17 años de la Secundaria Kawanuma West en su tercer año que continúa envuelto en situaciones embarazosas con su maestra Kana Kojima. Es un buen estudiante que está listo para graduarse y pasar a la universidad. En el Volumen 2 del manga, le revela a su amigo Suzuki Rin que él y Kana están saliendo. En el capítulo extra del Volumen 1 del manga, es un estudiante universitario al que Kana visita con frecuencia.
Rin Suzuki (鈴木 凛 Suzuki Rin?)
 Seiyū: Toshiki Masuda
Un estudiante de segundo año en Kawanuma West. Tiene una apariencia aterradora debido a su gran estatura y sus ojos, pero de comportamiento gentil y educado. El ha sido amigo de Ichiro desde la secundaria. Ichiro le pide a Suzuki que intente hacer nuevos amigos ya que él se está graduando y ahora pasa más tiempo con Kana. Suzuki lucha en ese aspecto, pero la mayoría de las veces, se encuentra en situaciones embarazosas con la maestra Mayu Matsukaze. Dos años después, él y Mayu se casan.
Takashi Takahashi (高橋 隆 Takashi Takahashi?)
 Seiyū: Kazutomi Yamamoto
Un estudiante de primer año en Kawanuma East y el tesorero del consejo estudiantil. Es vecino de Hikari, a quien llama Hika, pero ella siempre lo trata como a un niño debido a su baja estatura y rasgos infantiles.
Ko Tanaka (田中 甲 Tanaka Kō?)
 Seiyū: Yūsuke Kobayashi
Un estudiante de tercer año en Kawanuma East, es amigo de Ichiro y Suzuki desde la secundaria. Fue presidente del consejo estudiantil. Tres meses antes de graduarse, él jura que tendrá novia, pero termina en situaciones embarazosas con la enfermera Chizuru Tachibana. Su confesión de amor es finalmente aceptada después de graduarse.
Saya Matsukaze (松風 さや Matsukaze Saya?)
 Seiyū: Yuka Ōtsubo
La hermana menor de Mayu, estudiante de secundaria en Kawanuma West y tesorera del consejo estudiantil. Ella usa lentes y es más sensata que su hermana mayor de personalidad atolondrada. Más tarde se convierte en la presidenta del consejo estudiantil.
Yorito Ito (伊藤 依人 Itō Yorito?)
Un estudiante de primer año en Kawanuma West cuando Saya llega al tercer año. Está enamorado de Saya, pero la mayoría de las veces se encuentra en situaciones embarazosas con Francesca Homura.
Wataru Watanabe (渡辺渉 Watanabe Wataru?)
Un estudiante de secundaria de Asaoka High que no va a la escuela pero que pasa la mayor parte del tiempo trabajando. Él termina estando con Inokawa-sensei en una serie de situaciones. Él comienza a salir con ella en el capítulo extra del manga.
Yamato Yamamoto (山本大和 Yamamoto Yamato?)
Él es amigo de la infancia de Sakura Okamoto, quien desde entonces se ha hecho famoso, y se sorprende al descubrir que se ha convertido en su maestra. Es el capitán del equipo de atletismo.

### Maestras del anime
Kana Kojima (児嶋 加奈 Kojima Kana?)
 Seiyū: Sumire Uesaka
Es una profesora de japonés de la secundaria Kawanuma West (川 沼 西 高校), de 23 años, que es conocido como la demonio Kojima (鬼 の 児 嶋, oni no kojima) para muchos estudiantes, por su actitud intimidante hacia ellos. Sin embargo, cuando está cerca de Ichirō Satō, es tímida y torpe, y terminan en una serie de situaciones eróticas. Se revela que ella es de la misma ciudad natal que la madre de Ichirō. Como estudiante de secundaria, Kana era tímida y usaba anteojos, pero Ichiro la alentó a convertirse en maestra, lo que provocó que en el presente, Kana le agradezca y en el proceso, se declare. En el volumen 2 del manga, ella e Ichirō son pareja. Un capítulo extra del volumen 1 del manga muestra que ella lo visita a menudo mientras él está en la universidad. Ella e Ichiro luego se comprometen y viven juntos según el volumen 6 del manga.
Mayu Matsukaze (松風 真由 Matsukaze Mayu?)
 Seiyū: Yūko Gotō
Profesora de arte de la secundaria Kawanuma West, de 24 años, y asesor del consejo estudiantil. Es una mujer pequeña que se peina con trenzas y tiene un busto bien dotado. Ella es muy querida por los estudiantes que la llaman Lady Matsukaze (聖母 松風, Seibo Matsukaze) debido a su amabilidad y gentileza. Al igual que Kojima, se vuelve muy tímida y torpe cuando está cerca del chico que le gusta, que es Suzuki Rin, quien la ayudó en el pasado cuando intentaba llegar a tiempo al examen de certificación de maestro. A pesar de su apariencia y comportamiento adorable, Mayu suele tener fantasías eróticas con Rin. Dos años después, ella y Suzuki se casan.
Hikari Hazakura (葉桜 ひかり Hazakura Hikari?)
 Seiyū: Shizuka Ishigami
Una profesora de educación física de la secundaria Kawanuma East. Tiene 22 años, piel bronceada, ella es extrovertida, traviesa y de espíritu libre, y sus alumnos la quieren. Ella asesora al consejo estudiantil y entrena al equipo de natación. Ella actúa muy informal con Takashi debido a que son vecinos y amigos de la infancia, molestándolo y tratándolo como a un niño.
Chizuru Tachibana (立花 千鶴 Tachibana Chizuru?)
 Seiyū: Nozomi Yamamoto
La enfermera de la escuela Kawanuma East. Tiene 24 años, ella tiene el pelo gris claro. Su apodo es Absolute Zero Tachibana (絶 対 零度 の 立 花, zettaireido no Tachibana) por su actitud fría e inexpresiva hacia los estudiantes. Inicialmente intenta relacionarse mejor con los estudiantes en general, le gusta Ko Tanaka y no tiene problemas para cambiarse de ropa frente a él. Ella finalmente acepta su confesión en el volumen final del manga y pierden su virginidad entre sí en un hotel de amor en el capítulo extra del volumen final del manga. Ella y Ko se convierten en una pareja casada y tienen una hija en el volumen 8 del manga.
Francesca Homura (ホムラ・フランチェスカ Homura Furanchesuka?)
Una nueva profesora asistente de idiomas en la secundaria Kawanuma West. Tiene 16 años, fue compañera de escuela de Saya y Yorito. Había saltado algunas calificaciones, estudió en el extranjero, se graduó de la universidad, y regresó a Japón. A ella le gusta Yorito y espera ganarse su afecto.
Izumi Inokawa (猪川泉 Inokawa Izumi?)
Profesora de geografía e historia en Asaoka Private Senior High, es una mujer pequeña con cabello largo y oscuro que se conoce como un "fantasma acosador" por aparecer repentinamente cerca de los estudiantes y revelar su información personal, que estudió para poder acercarse más a sus estudiantes.
Sakura Okamoto (岡本桜花 Okamoto Sakura?)
Una joven que es un miembro destacado de un grupo de chicas ídolo japonesas llamado Natadeko Musume (ナ タ デ コ 娘). Ella y Yamato son amigos de la infancia que Yamato la llama Sakura-nee-chan. Ella es secretamente una persona muy seria que estudia todo el tiempo, y se convierte en la maestra estudiante en Asaoka High con el nombre de Ouka Okamoto, usa lentes y tiene el pelo negro liso.

## Media

### Manga
La serie se publicó inicialmente en Young Magazine de Kodansha como una serie de one-shots bajo el título Golden Times. Comenzó la serialización en la misma revista desde 2016. Hasta la fecha se han lanzado once(11) volúmenes tankōbon del manga.
El manga se encuentra en pausa indefinida desde mediados de agosto del 2020 debido a un decremento en la salud del autor quien, a través de una publicación oficial, explicó que sus problemas de salud como pérdida de la audición y tendinitis empeoraron este año(2020). 
| Volúmenes de manga | Volúmenes de manga      | Volúmenes de manga     |
| Número             | Fecha de publicación    | ISBN                   |
| ------------------ | ----------------------- | ---------------------- |
| 1                  | 6 de enero de 2017      | ISBN 978-4-06-382904-4 |
| 2                  | 6 de septiembre de 2017 | ISBN 978-4-06-510150-6 |
| 3                  | 5 de enero de 2018      | ISBN 978-4-06-510804-8 |
| 4                  | 7 de mayo de 2018       | ISBN 978-4-06-511380-6 |
| 5                  | 5 de octubre de 2018    | ISBN 978-4-06-513157-2 |
| 6                  | 6 de marzo de 2019      | ISBN 978-4-06-514807-5 |
| 7                  | 20 de junio de 2019     | ISBN 978-4-06-515747-3 |
| 8                  | 6 de septiembre de 2019 | ISBN 978-4-06-516982-7 |
| 9                  | 6 de diciembre de 2019  | ISBN 978-4-06-517858-4 |
| 10                 | 7 de mayo de 2020       | ISBN 978-4-06-519541-3 |
| 11                 | 6 de noviembre de 2020  |                        |

### Anime
Se anunció una adaptación de la serie de televisión de anime en el número 44 de Weekly Young Magazine el 1 de octubre de 2018.
Hiraku Kaneko fue el director jefe del anime, que Tear Studio llevó a cabo. Kazuhiko Tamura se encargó de adaptar los diseños de personajes. El artista hidehide se encargó de la dirección de arte, siendo Ryusuke Shiino el artista principal. Koichi Furukawa fue el responsable del color, mientras que Yoshikazu Miyagawa fue director de composición y Keisuke Yanagi, el editor.
Gin (BUSTED ROSE) compuso la música, mientras que Hiroto Morishita actuó como director de sonido. Shota Hachiji se encargó de los efectos de sonido y KANON los produjo.
Sumire Uesaka interpretó el tema de apertura, "Bon Kyu— Bon wa Kare no Mono" (ボ ン ♡ キ ュ ッ ♡ ボ ン は 彼 の モ ノ ♡?). El tema de cierre es "Ringo-iro Memories" (り ん ご 色 メ モ リ ー ズ?), con Uesaka, Yūko Gotō, Shizuka Ishigami y Nozomi Yamamoto, cada uno interpretando una versión como sus respectivos personajes. 
La serie duró trece episodios. Se incluyó un episodio no emitido por TV en la caja de Blu-ray del anime, que se lanzó el 11 de diciembre de 2019.
| Episodio | Nombre                                                                                    | Resumen | Fecha de emisión        |
| -------- | ----------------------------------------------------------------------------------------- | --- | ----------------------- |
| 1        | "Gōrudentaimuzu / Ase shiri izumi" ( ゴールデンタイムズ / 汗尻泉)                         | Bloque 1: Ichiro Satou se dirige al baño de la escuela, pero al abrir uno de los sanitarios se encuentra a la agresiva profesora Kana Kojima orinando. Ambos quedarán encerrados cuando un grupo de estudiantes entra al baño Bloque 2: Ichiro se siente desganado para ir a clases y asiste a la enfermería. Pero en lugar de encontrar a la enfermera, encuentra a una engripada Kojima, quien le pide alguna medicación. Pero solo encuentran analgésicos en Supositorio | 8 de abril de 2019      |
| 2        | "Amayadori/ fūrin-jiru" (雨宿り / 風梨汁)                                                 | Bloque 1: Ichiro es sorprendido por una tormenta y se refugia en una lavandería, en donde nuevamente encuentra a Kojima, y también encuentra problemas como el miedo de ella a los truenos, la ropa mojada y un imprevisto corte de luz. Bloque 2: Ichiro descubre que Kojima es la amiga de la infancia de Saki, su madre, quien le pide a ella que cuide a su hija menor | 15 de abril de 2019     |
| 3        | "Yoi dore/ otonage" ( よいどれ / 大人げ)                                                  | Kojima se muda cerca de la casa de los Sato y es invitada por Saki a festejar a su casa. Tras ser emborrachada por Saki, Kojima muestra un álbum de fotos que encontró durante la mudanza y cuenta que un niño le ayudó en el pasado a enfrentar sus miedos. Al descubrir que ese niño era Ichiro, Kojima quiere agradecerle "a su manera"... | 22 de abril de 2019     |
| 4        | "Yakusoku" (約束)                                                                         | Los Sato van al casamiento de unos amigos en una isla paradisiaca. Al no poder asistir el padre de Ichiro, invitan a Kojima, para sorpresa de éste. Ichiro y Kojima pasan el rato en la playa, en donde ambos afirman sus sentimientos y sortean un imprevisto contratiempo. | 29 de abril de 2019     |
| 5        | "Seibo in / ma n ◯ n densha" (聖母in / まん◯ん電車)                                       | Bloque 1: Ichiro le cuenta a su amigo Rin Suzuki que en secreto empezó a salir con la profesora Kojima y que no tendrá tanto tiempo para compartir con el, por lo que deberá hacer nuevos amigos. Rin reflexiona cuando la profesora Mayu Matsukaze decide acompañarlo a almorzar, con inconvenientes de por medio. Bloque 2: Tras charlar con Kojima acerca de las relaciones con alumnos, Matsukaze corre para devolverle el pase de transporte a Rin, pero ambos son atrapados por la muchedumbre dentro de un tren. | 6 de mayo de 2019       |
| 6        | "Uki uki DAY/ pigi ~i bakku" ( ウキ雨季DAY / ぴぎぃバック)                                | Bloque 1: Rin y Matsukaze coinciden en un local de comida rápida. Como comenzó a llover, los hermanitos de Rin le acercaron un paraguas, e invitan a la profesora a acompañarlos. Cuando unos juguetes pícaros agregan problemas a la caminata... Bloque 2: Matsukaze siente envidia por la relación que llevan Kojima e Ichiro y recuerda como conoció y se enamoró de Rin, al ayudarla a llegar a un examen. Sin embargo, su sueño se realiza cuando Rin la pasa a buscar por un bar. | 13 de mayo de 2019      |
| 7        | "Misshon In Posshiburu / Raburabu o kaimono" (ミッション淫ポッシブル／ラブラブお買いもの) | Bloque 1: El festival escolar de Kawanuma esta preparándose, y Rin, la profesora Matsukaze y su hermana Saya se encuentran con Takashi Takahashi, tesorero de la Escuela Este y su alocada profesora Hikari Hazakura, la cual además es su vecina y amiga de la infancia. Más tarde, estos últimos pasan un momento intenso en la siesta Bloque 2: Hazakura asume que Takashi ya se está volviendo maduro y lo invita a comprar ropa interior, sin embargo el no soporta la vergüenza y huye con ella en un estado indecoroso. | 20 de mayo de 2019      |
| 8        | "Sounandesu ne / Kīsutōn" (ソウナンですね／キーすとーん)                                  | Bloque 1: Takashi y Hazakura se separan del resto en una excursión y se refugian en una cueva de la lluvia. Para lograr vencer el frío, deciden calentarse con sus cuerpos... Bloque 2: Rin y Matsukaze son abordados por Hazakura en una prueba del Festival Escolar en donde deben encontrar una llave para abrir unas esposas que Hazakura le puso a Matsukaze. Después de algunos contratiempos, Rin libera a la profesora, que en la confusión, le declara sus sentimientos. | 27 de mayo de 2019      |
| 9        | "Sikin' / Sho YOU-ken" (Sikin'／所YOU権)                                                  | Bloque 1: Takashi y Saya Matsukaze encuentran durante el festival a Hazakura atascada en el piso del viejo edificio de la Escuela Este cuando intentaba asustarlo, debido a los celos por verlos juntos. Takashi intenta liberarla, pero justo llega Rin para ayudar. Bloque 2: Molesta, Hazakura decide fastidiar a las parejas vestida como un oso, pero provoca el efecto contrario. Takashi la intercepta, enredándose en el traje. Luego del incidente, tanto Takashi y Hazakura, como Rin y Matsukaze formalizan sus noviazgos. | 3 de junio de 2019      |
| 10       | "Mu hyōjō / Shanpantsu" (無氷情／シャンパンツ)                                            | Bloque 1: Koh Tanaka esta molesto porque sus amigos Ichiro, Rin y Takashi salen con sus profesoras, y promete que encontrará novia antes de graduarse. Pero durante su trabajo tiene un accidente con la enfermera de la Escuela Este, la inexpresiva Chizuru Tachibana. Bloque 2: Tachibana pide consejo a Hazakura para poder llevarse mejor con los alumnos, y esta le dice que debe buscar gente que sepa expresarse. Por ese motivo, Tachibana decide visitar a Koh y pasar Navidad con él. | 10 de junio de 2019     |
| 11       | "Kaisui yoku / Sōnyū hora" (海水欲／挿入洞)                                               | Bloque 1: Tachibana gana un viaje e invita a Koh en agradecimiento por ayudarla con unas compras, con el objetivo de llevarse mejor con él, aunque no todo sale como lo planearon.. Bloque 2: La enfermera invita a Koh a ver las estrellas después de un día divertido. Sin embargo la lluvia complica los planes y ambos terminan en una cueva. Tras algunos contratiempos, ambos demuestran lo que sienten. | 17 de junio de 2019     |
| 12       | "Bitā & Suīto / Omedeta" (美ター&吸ィート／おめでた)                                      | Bloque 1: Koh y Tachibana quedan atrapados en la escuela el Día de San Valentín debido a una tormenta de nieve. Tachibana le regala un chocolate a Koh y este declara sus sentimientos, pero la enfermera le pide que espere un poco más. Bloque 2: Alumnos y profesoras se reúnen en la casa de Koh para festejar la graduación de él e Ichiro, y deciden hacer un viaje en conjunto. Pero Koh se siente triste al creer que Tachibana lo rechazo, sin embargo esta le dice que al ya estar graduado no hay impedimentos de que salgan Al final, las parejas intentan tener momentos románticos a solas pero se interrumpen mutuamente. | 24 de junio de 2019     |
| OVA      | "Nande koko ni sensei-tachi ga!?" (なんでここに先生たちが!?                               | Las parejas realizan el viaje planeado en la graduación, pero por un error, perdieron la reservación que hizo Kojima en un hotel, por lo que decidieron tomar diferentes alojamientos. Koh y Tachibana terminan en un Albergue transitorio, mientras que Takashi y Hazakura quedan en el SUM del hotel y las otras parejas en habitaciones dobles. Tanto Ichiro y Kojima como Koh y Tachibana tuvieron su primera vez. | 11 de diciembre de 2019 |